# Championnat de Croatie de football
Pour les articles homonymes, voir HNL.
Le Championnat de Croatie de football (ou SuperSport HNL pour des raisons de sponsoring), aussi appelé HNL (En croate:Hrvatska Nogometna Liga, en français: Ligue de Football Croate), est la compétition la plus élevée du football croate. Il est organisé par la fédération croate de football et regroupe dix équipes.
Sous son organisation actuelle, le championnat connaît sa première édition en 1992. Plusieurs championnats croates à part entière ont déjà existé par le passé, notamment du temps du royaume de Croatie-Slavonie peu avant la Première Guerre mondiale ou durant la période de l'État indépendant de Croatie en pleine Seconde Guerre mondiale. Un tournoi officieux dit de « Croatie libre »  a été également organisé peu après l'indépendance en 1991.
Le Dinamo Zagreb est le club le plus titré du championnat avec vingt-cinq titres remportés. Il est suivi de l'Hajduk Split qui a remporté quant à lui six championnats. Le NK Zagreb (2002) et l'HNK Rijeka (2017 et 2025) sont les deux seules autres équipes à avoir remporté le championnat croate.
Le vainqueur du championnat se qualifie pour le deuxième tour de qualification de la Ligue des champions de l'UEFA, tandis que le deuxième et le troisième sont qualifiés pour la Ligue Conférence,  le vainqueur de la Coupe de Croatie étant lui qualifié pour la Ligue Europa.

## Clubs participants pour la saison 2023-2024
Un total de dix équipes participent au championnat, neuf d'entre elles étant déjà présentes la saison précédente, auxquelles s'ajoute le NK Rudeš, promu de deuxième division qui remplace HNK Šibenik, relégué lors de la dernière édition.
Parmi ces clubs, quatre d'entre eux n'ont jamais quitté le championnat depuis sa fondation en 1992 : le Dinamo Zagreb, l'Hajduk Split, le NK Osijek et l'HNK Rijeka. En dehors de ceux-là, le Slaven Belupo évolue continuellement dans l'élite depuis 1996 tandis que l'Istra 1961 et le Lokomotiva Zagreb sont présents depuis 2009.
Légende des couleurs
- deuxième tour de qualification de qualification pour champions de la Ligue des champions 2024-2025
- Troisième tour de qualification de la Ligue Europa Conférence 2024-2025
- Deuxième tour de qualification pour non-champions de la Ligue Europa Conférence 2024-2025
- Promu de deuxième division

| Club              | Se maintient depuis | Classement 2023-2024 | Entraîneur         | Stade                  | Capacité théorique |
| ----------------- | ------------------- | -------------------- | ------------------ | ---------------------- | ------------------ |
| Dinamo Zagreb     | 1992                | 1                    | Damir Krznar       | Stade Maksimir         | 35 123             |
| Hajduk Split      | 1992                | 2                    | Jens Gustafsson    | Stade de Poljud        | 34 198             |
| NK Osijek         | 1992                | 3                    | Nenad Bjelica      | Stade Gradski vrt      | 17 061             |
| HNK Rijeka        | 1992                | 4                    | Goran Tomic        | Stade Rujevica         | 8 279              |
| Istra 1961        | 2009                | 5                    | Gonzalo García     | Stade Aldo Drosina     | 9 800              |
| NK Varaždin       | 2022                | 6                    | Samir Toplak       | Stade Anđelko Herjavec | 10 800             |
| Lokomotiva Zagreb | 2009                | 7                    | Silvijo Cabraja    | Stade Kranjcevic       | 3 690              |
| Slaven Belupo     | 1996                | 8                    | Dean Klafuric      | Stade Ivan Kušek-Apaš  | 3 205              |
| HNK Gorica        | 2018                | 9                    | Krunoslav Rendulic | Stade Radnik           | 8 000              |
| NK Rudeš          | 2023                | 1 (D2)               | Robert Prosinečki  | Stade Kranjcevic       | 3 690              |

1. 1 2 3 4  On ne peut pas exactement parler de promotion pour ce club puisqu'il a directement rejoint la première division dès 1992, date de création du championnat. Depuis cette date, il n'a jamais connu de relégation.

## Palmarès
| Saison    | Clubs | Champion           | Vice-champion     | Meilleur(s) buteur(s)                                                                                         |
| --------- | ----- | ------------------ | ----------------- | --- |
| 1992      | 12    | Hajduk Split       | NK Zagreb         | Ardian Kozniku (Hajduk Split, 12 buts)                                                                        |
| 1992-1993 | 16    | Croatia Zagreb     | Hajduk Split      | Goran Vlaović (Croatia Zagreb, 23 buts)                                                                       |
| 1993-1994 | 18    | Hajduk Split (2)   | NK Zagreb         | Goran Vlaović (Croatia Zagreb, 29 buts)                                                                       |
| 1994-1995 | 16    | Hajduk Split (3)   | Dinamo Zagreb     | Robert Špehar (NK Osijek, 23 buts)                                                                            |
| 1995-1996 | 12    | Croatia Zagreb (2) | Hajduk Split      | Igor Cvitanović (Croatia Zagreb, 19 buts)                                                                     |
| 1996-1997 | 16    | Croatia Zagreb (3) | Hajduk Split      | Igor Cvitanović (Croatia Zagreb, 20 buts)                                                                     |
| 1997-1998 | 12    | Croatia Zagreb (4) | Hajduk Split      | Mate Baturina (NK Zagreb, 18 buts)                                                                            |
| 1998-1999 | 12    | Croatia Zagreb (5) | HNK Rijeka        | Joško Popović (HNK Šibenik, 21 buts)                                                                          |
| 1999-2000 | 12    | Dinamo Zagreb (6)  | Hajduk Split      | Tomo Šokota (Dinamo Zagreb, 21 buts)                                                                          |
| 2000-2001 | 12    | Hajduk Split (4)   | Dinamo Zagreb     | Tomo Šokota (Dinamo Zagreb, 20 buts)                                                                          |
| 2001-2002 | 16    | NK Zagreb          | Hajduk Split      | Ivica Olić (NK Zagreb, 21 buts)                                                                               |
| 2002-2003 | 12    | Dinamo Zagreb (7)  | Hajduk Split      | Ivica Olić (Dinamo Zagreb, 16 buts)                                                                           |
| 2003-2004 | 12    | Hajduk Split (5)   | Dinamo Zagreb     | Robert Špehar (NK Osijek, 18 buts)                                                                            |
| 2004-2005 | 12    | Hajduk Split (6)   | Inter Zaprešić    | Tomislav Erceg (HNK Rijeka, 17 buts)                                                                          |
| 2005-2006 | 12    | Dinamo Zagreb (8)  | HNK Rijeka        | Ivan Bošnjak (Dinamo Zagreb, 22 buts)                                                                         |
| 2006-2007 | 12    | Dinamo Zagreb (9)  | Hajduk Split      | Eduardo da Silva (Dinamo Zagreb, 34 buts)                                                                     |
| 2007-2008 | 12    | Dinamo Zagreb (10) | Slaven Belupo     | Želimir Terkeš (NK Zadar, 21 buts)                                                                            |
| 2008-2009 | 12    | Dinamo Zagreb (11) | Hajduk Split      | Mario Mandžukić (Dinamo Zagreb, 16 buts)                                                                      |
| 2009-2010 | 16    | Dinamo Zagreb (12) | Hajduk Split      | Davor Vugrinec (NK Zagreb, 18 buts)                                                                           |
| 2010-2011 | 16    | Dinamo Zagreb (13) | Hajduk Split      | Ivan Krstanović (NK Zagreb, 19 buts)                                                                          |
| 2011-2012 | 16    | Dinamo Zagreb (14) | Hajduk Split      | Fatos Bećiraj (Dinamo Zagreb, 15 buts)                                                                        |
| 2012-2013 | 12    | Dinamo Zagreb (15) | Lokomotiva Zagreb | Leon Benko (HNK Rijeka, 19 buts)                                                                              |
| 2013-2014 | 10    | Dinamo Zagreb (16) | HNK Rijeka        | Duje Čop (Dinamo Zagreb, 22 buts)                                                                             |
| 2014-2015 | 10    | Dinamo Zagreb (17) | HNK Rijeka        | Andrej Kramarić (HNK Rijeka, 21 buts)                                                                         |
| 2015-2016 | 10    | Dinamo Zagreb (18) | HNK Rijeka        | Ilija Nestorovski (Inter Zaprešić, 25 buts)                                                                   |
| 2016-2017 | 10    | HNK Rijeka         | Dinamo Zagreb     | Márkó Futács (Hajduk Split, 18 buts)                                                                          |
| 2017-2018 | 10    | Dinamo Zagreb (19) | HNK Rijeka        | Hilal Soudani (Dinamo Zagreb, 17 buts)                                                                        |
| 2018-2019 | 10    | Dinamo Zagreb (20) | HNK Rijeka        | Mijo Caktaš (Hajduk Split, 19 buts)                                                                           |
| 2019-2020 | 10    | Dinamo Zagreb (21) | Lokomotiva Zagreb | Antonio Čolak (HNK Rijeka, 20 buts) Mijo Caktaš (Hajduk Split, 20 buts) Mirko Marić (en) (NK Osijek, 20 buts) |
| 2020-2021 | 10    | Dinamo Zagreb (22) | NK Osijek         | Ramón Miérez (en) (NK Osijek, 22 buts)                                                                        |
| 2021-2022 | 10    | Dinamo Zagreb (23) | Hajduk Split      | Marko Livaja (Hajduk Split, 28 buts)                                                                          |
| 2022-2023 | 10    | Dinamo Zagreb (24) | Hajduk Split      | Marko Livaja (Hajduk Split, 19 buts)                                                                          |
| 2023-2024 | 10    | Dinamo Zagreb (25) | HNK Rijeka        | Ramón Miérez (en) (NK Osijek, 18 buts)                                                                        |
| 2024-2025 | 10    | HNK Rijeka (2)     | Dinamo Zagreb     | Marko Livaja (Hajduk Split, 19 buts)                                                                          |

1. ↑  Le Croatia Zagreb devient le Dinamo Zagreb en 1999.

### Bilan
| Club              | Champion | Édition(s) remportée(s) |
| ----------------- | -------- | --- |
| Dinamo Zagreb     | 25       | 1993, 1996, 1997, 1998, 1999, 2000, 2003, 2006, 2007, 2008, 2009, 2010, 2011, 2012, 2013, 2014, 2015, 2016, 2018, 2019, 2020, 2021, 2022, 2023, 2024 |
| Hajduk Split      | 6        | 1992, 1994, 1995, 2001, 2004, 2005 |
| HNK Rijeka        | 2        | 2017, 2025 |
| NK Zagreb         | 1        | 2002 |
| Lokomotiva Zagreb | —        | |
| Inter Zaprešić    | —        | |
| NK Osijek         | —        | |
| Slaven Belupo     | —        | |

## Statistiques
|    | Joueurs            | Matches |
| -- | ------------------ | ------- |
| 1  | Jakov Surać        | 453     |
| 2  | Miljenko Mumlek    | 398     |
| 3  | Damir Vuica        | 372     |
| 4  | Krunoslav Rendulić | 355     |
| 5  | Davor Vugrinec     | 340     |
| 6  | Mladen Bartolović  | 338     |
| 7  | Josip Bulat        | 318     |
| 8  | Damir Krznar       | 315     |
| 9  | Nino Bule          | 310     |
| 10 | Hrvoje Štrok       | 305     |

|    | Joueurs         | Buts |
| -- | --------------- | ---- |
| 1  | Davor Vugrinec  | 146  |
| 2  | Igor Cvitanović | 126  |
| 3  | Joško Popović   | 111  |
| 4  | Miljenko Mumlek | 107  |
| 5  | Ivan Krstanović | 104  |
| 6  | Tomislav Erceg  | 97   |
| 7  | Nino Bule       | 88   |
| 8  | Renato Jurčec   | 87   |
| 9  | Robert Špehar   | 86   |
| 10 | Marijo Dodik    | 84   |

## Compétitions européennes

### Classement du championnat
Le tableau ci-dessous récapitule le classement de Croatie au coefficient UEFA depuis 1994. Ce coefficient par nation est utilisé pour attribuer à chaque pays un nombre de places pour les compétitions européennes ainsi que les tours auxquels les clubs doivent entrer dans la compétition.
| 1994 | 1995 | 1996 | 1997 | 1998 | 1999 | 2000 | 2001 | 2002 | 2003 | 2004 | 2005 | 2006 | 2007 | 2008 | 2009 | 2010 | 2011 | 2012 | 2013 | 2014 | 2015 | 2016 | 2017 | 2018 | 2019 | 2020 | 2021 | 2022 | 2023 | 2024 | 2025 |
| ---- | ---- | ---- | ---- | ---- | ---- | ---- | ---- | ---- | ---- | ---- | ---- | ---- | ---- | ---- | ---- | ---- | ---- | ---- | ---- | ---- | ---- | ---- | ---- | ---- | ---- | ---- | ---- | ---- | ---- | ---- | ---- |
| 31   | 22   | 25   | 21   | 13   | 13   | 21   | 18   | 19   | 22   | 23   | 22   | 25   | 26   | 27   | 27   | 27   | 22   | 21   | 22   | 20   | 17   | 17   | 16   | 16   | 15   | 20   | 18   | 19   | 19   | 20   | 21   |

Le tableau suivant affiche le coefficient actuel du championnat croate.
| Rang | Pays    | 2020-2021 | 2021-2022 | 2022-2023 | 2023-2024 | 2024-2025 | Coefficient |
| ---- | ------- | --------- | --------- | --------- | --------- | --------- | ----------- |
| 19   | Chypre  | 4,000     | 4,125     | 5,100     | 3,750     | 10,562    | 27,537      |
| 20   | Suède   | 2,500     | 5,125     | 6,250     | 1,875     | 11,375    | 27,125      |
| 21   | Croatie | 5,900     | 6,000     | 3,375     | 5,875     | 5,875     | 27,025      |
| 22   | Serbie  | 5,500     | 9,500     | 5,375     | 1,400     | 3,725     | 25,500      |
| 23   | Ukraine | 6,800     | 4,200     | 5,700     | 4,100     | 3,600     | 24,400      |

### Coefficient des clubs
| Rang | Club          | 2020-2021 | 2021-2022 | 2022-2023 | 2023-2024 | 2024-2025 | Coefficient |
| ---- | ------------- | --------- | --------- | --------- | --------- | --------- | ----------- |
| 38   | Dinamo Zagreb | 17,000    | 9,000     | 7,000     | 9,000     | 14,000    | 56,000      |
| 135  | HNK Rijeka    | 3,000     | 2,500     | 1,500     | 2,500     | 2,500     | 12,000      |
| 154  | Hajduk Split  | 2,000     | 1,500     | 2,500     | 2,000     | 2,000     | 10,000      |
| 165  | NK Osijek     | 1,500     | 2,000     | 1,500     | 2,000     | 2,000     | 9,000       |